# روبرت روزير
روبرت روزير (بالإنجليزية: Robert Rozier)‏ هو قاتل متسلسل أمريكي، ولد في 28 يوليو 1955 في أنكوريج في الولايات المتحدة.

## وصلات خارجية
- روبرت روزير على موقع مرجع كرة القدم المحترفة.كوم (الإنجليزية)
- روبرت روزير على موقع JustSportsStats.com (الإنجليزية)